# Microtityus waeringi
Espèce
Microtityus waeringi est une espèce de scorpions de la famille des Buthidae.

## Distribution
Cette espèce est endémique des îles Vierges des États-Unis. Elle se rencontre sur Saint John et Saint Thomas.

## Description
Le mâle holotype mesure 13,24 mm et la femelle paratype 15,82 mm.

## Étymologie
Cette espèce est nommée en l'honneur d'Erik Norman Kjellesvig-Waering.

## Publication originale
- Francke & Sissom, 1980 : « Scorpions from the Virgin Islands (Arachnida, Scorpiones). » Occasional Papers Museum of Texas Tech University, no 65, p. 1-19 (texte intégral).